# Д’Эффиа, Антуан Куаффье де Рюзе
Антуа́н Куаффье́ де Рюзе́, маркиз д’Эффиа́ (фр. Antoine Coëffier de Ruzé d'Effiat; 1581, Эффиа, Овернь — 27 июля 1632, Лютцельштайн, Эльзас) — французский политический деятель, маршал Франции.
Отец маркиза Сен-Мара (1620—1642), главного героя романа Альфреда де Виньи «Сен-Мар, или заговор времён Людовика XIII» (1826).

## Биография
Происходил из знатного рода и получил громадное наследство от своего дяди Мартена Рюзе де Больё (фр.), королевского секретаря при Генрихе III, Генрихе IV и Людовике XIII, с условием, что присоединит имя Рюзе к своему родовому, что он и сделал.
В начале царствования Людовика XIII ему было поручено заведование горным делом. Он скоро обратил на себя внимание Ришельё как искусный администратор. В 1624 году послан в Англию, чтобы устроить брак французской принцессы Генриетты с Карлом I. После этого он был назначен суперинтендантом финансов (9 июня 1626) и провёл преобразования, несколько упорядочившие сбор налогов.
Участвовал в осаде Ла-Рошели (1627—1628), командовал армией в Пьемонте, был губернатором Бурбоннэ, Оверни и Анжу. Получив титул маршала (январь 1631), был послан главнокомандующим в Эльзас, но во время похода на Трир заболел и умер.

## Издания
Его сочинения:
- «L’état des affaires de finances» (1626);
- «Lettres du marquis d’Effiat sur les finances»;
- «Les heureux progrès des armées de Louis XIII en Piémont» (1632);
- «Mémoires concernant les dernières guerres d’Italie» (1632) и др.